# 摂南総合病院
摂南総合病院（せつなんそうごうびょういん）は、医療法人孟仁会が大阪府門真市柳町に設置する病院。

## 概要
救急告示病院に指定されている。

## 診療科
- 内科[2]
- 呼吸器科[2]
- 消化器科[2]
- 胃腸科[2]
- 循環器科[2]
- 小児科[2]
- 外科[2]
- 眼科[2]
- 皮膚科[2]
- 泌尿器科[2]
- 産婦人科[2]
- 放射線科[2]
- 耳鼻咽喉科[2]
- リハビリテーション科[2]
- 麻酔科[2]
- 脳神経外科[2]
- 整形外科[2]
- 乳腺外来[3]

## 医療機関の認定
- 保険医療機関[2]
- 労災保険指定病院[2]
- 生活保護法指定病院（中国残留邦人等の円滑な帰国の促進並びに永住帰国した中国残留邦人等及び特定配偶者の自立の支援に関する法律（平成六年法律第三十号）に基づく指定医療機関を含む。）[2]
- 原子爆弾被害者一般疾病医療取扱病院[2]
- 臨床研修病院[2]
- 指定自立支援病院（更生医療）[2]
- 指定自立支援医療機関（精神通院医療）[2]
- 指定小児慢性特定疾病医療機関[2]
- 公害医療機関[2]

## 交通アクセス
- 京阪本線「古川橋駅」より徒歩6分[2]。

## 周辺
- 門真市立門真小学校
- 門真市立歴史資料館
- 門真市役所